# Шейд-Геп (Пенсільванія)
Шейд-Геп (англ. Shade Gap) — місто (англ. borough) в США, в окрузі Гантінгдон штату Пенсільванія. Населення — 78 осіб (2020).

## Географія
Шейд-Геп розташований за координатами 40°10′49″ пн. ш. 77°51′58″ зх. д. / 40.18028° пн. ш. 77.86611° зх. д. (40.180299, -77.866203).  За даними Бюро перепису населення США в 2010 році місто мало площу 0,08 км², уся площа — суходіл.

## Демографія
Згідно з переписом 2010 року, у селищі мешкало 105 осіб у 44 домогосподарствах у складі 29 родин. Густота населення становила 1283 особи/км².  Було 48 помешкань (586/км²).
Расовий склад населення:
| - 99,0 % — білих |

До двох чи більше рас належало 1,0 %. Частка іспаномовних становила 0,0 % від усіх жителів.
За віковим діапазоном населення розподілялося таким чином: 21,0 % — особи молодші 18 років, 61,9 % — особи у віці 18—64 років, 17,1 % — особи у віці 65 років та старші. Медіана віку мешканця становила 37,5 року. На 100 осіб жіночої статі у селищі припадало 90,9 чоловіків;  на 100 жінок у віці від 18 років та старших — 88,6 чоловіків також старших 18 років.
Середній дохід на одне домашнє господарство  становив 46 960 доларів США (медіана — 36 875), а середній дохід на одну сім'ю — 52 103 долари (медіана — 50 625). За межею бідності перебувало 42,1 % осіб, у тому числі 64,6 % дітей у віці до 18 років та 0,0 % осіб у віці 65 років та старших.
Цивільне працевлаштоване населення становило 36 осіб. Основні галузі зайнятості: виробництво — 33,3 %, будівництво — 19,4 %, освіта, охорона здоров'я та соціальна допомога — 16,7 %.